# Лоррейн (телепередача)
Lorraine (рус. Лоррейн) — британская телевизионная программа, транслирующаяся на канале ITV с 9:00 до 10:00 утра. Ее ведущей и автором является шотландская журналистка и телеведущая Лоррейн Келли. В выпусках обычно представлены новости шоу-бизнеса, рассказывается о моде и здоровье, а также Лоррейн берёт интервью у знаменитостей.
Программа также транслируется на телеканале STV в Шотландии и UTV в Северной Ирландии, а в интернете шоу можно посмотреть с помощью ITV Hub или STV Player.

## История
6 сентября 2010 года в эфир вышел первый выпуск, после утренней программы «Daybreak». Первой гостьей Лоррейн была актриса Джемма Артертон и журналистка Sky News Сара Пэриш.
20 октября 2014 года программа была прервана, после того, как в студии прозвучала пожарная тревога и гости вместе с ведущей были вынуждены эвакуироваться. Чуть позже Лоррейн Келли написала поклонникам в Твиттере: «Очень жаль, что нам пришлось эвакуироваться из здания. Впервые за 30 лет!».
В феврале 2016 года был запущен конкурс для детей «Lorraine’s Top Tales» с Надеждой Хуссейн и Томом Флетчером в качестве судей.
В апреле 2018 года, вместе с остальным программами ITV, «Lorraine» начала вещание из телевизионного центра BBC Studioworks.
6 января 2020 года шоу начало выходит с 9:00 до 10:00 утра, а передачи «Good Morning Britain» и «This Morning» были продлены на 30 минут.
С 23 марта по 10 июля 2020 года выпуск шоу был приостановлен из-за пандемии COVID-19, программа «Good Morning Britain» была продлена до 10-и утра, а последний час был отдан Лоррейн Келли и назывался «Good Morning Britain with Lorraine». В эфир передача вернулась 13 июля.

## Связь с другими программами

### Daybreak (2010—2014)
В предыдущем утреннем шоу канала ITV, в 7:30 утра Лоррейн выходила в эфир и анонсировала темы своей программы. Изначально, до марта 2011, анонсы выходили в 08:35.
30 ноября 2011 года ведущий Адриан Чайлз надел килт и пошёл в студию «Lorraine», чтобы поздравить ведущую с днём рождения и отметить Андреев день.
20 июля того-же года «Lorraine» выходила из студии «Daybreak» из-за технических проблем.

### Good Morning Britain (2014 — Настоящее время)
После того, как «GMB» заменил «Daybreak», было решено, что анонсы «Lorraine» будут выходит в 08:30 после региональных новостей.
В марте — июле 2020 года Лоррейн Келли вела «GMB with Lorraine» с 9:00 до 10:00 из-за приостановки выпусков шоу из-за пандемии COVID-19.